# LEON·LOLA
LEON(일본어: レオン 레온[*]) 및 LOLA(일본어: ローラ 로-라[*])는 영국의 ZERO-G에서 발매된 영어 음성 합성, 보컬 신디사이저 소프트웨어이다. 멜로디와 가사를 입력하면 컴퓨터에서 노래를 합성 할 수 있다. 야마하가 개발한 음성 합성 시스템 VOCALOID를 채용한 첫 제품 NAMM 2004 Winter (2004년 1월 15일 ~ 18일)에서 동시 발매되었다. 일본 내에서는 크립톤 퓨처 미디어가 2004년 3월 3일부터 판매를 시작하였다.
2014년 이후로는 ZERO-G사와 크립톤 퓨처 미디어가 LEON과 LOLA의 판매를 중지했다.

## 개요
LEON과 LOLA는 야마하가 개발한 사실적인 가성을 합성하는 음성 합성 시스템 VOCALOID를 사용한 첫 제품으로 출시되었다. LEON는 남성의 목소리, LOLA는 여성의 목소리의 소울 싱어의 목소리를 샘플링하여 만들어진 가수 라이브러리를 수록한다.
두 제품 모두 표준적인 보컬로 여겨져 음악 장르는 특별히 명시되어 있지 않고 다양한 장르를 노래 해낼 수 있다고 되어 있다. 샘플링 사운드를 제공 한 가수에 대해서는 영국 전문 세션 싱어이지만 가수 이름은 밝혀지지 않았다. 두 제품의 패키지에는 각각 옆에서 본 남성과 여성의 입술 사진이 사용되었다. 제품명의 로고는 남녀를 나타내는 학술 기호(♂와 ♀)가 각각 알파벳 “O” 부분에 맞춰져 있다(LE♂N, L♀LA).

## 같이 보기
- 보컬로이드
- ZERO-G
- 크립톤 퓨처 미디어